# 瓦伦丁·赫里斯托夫

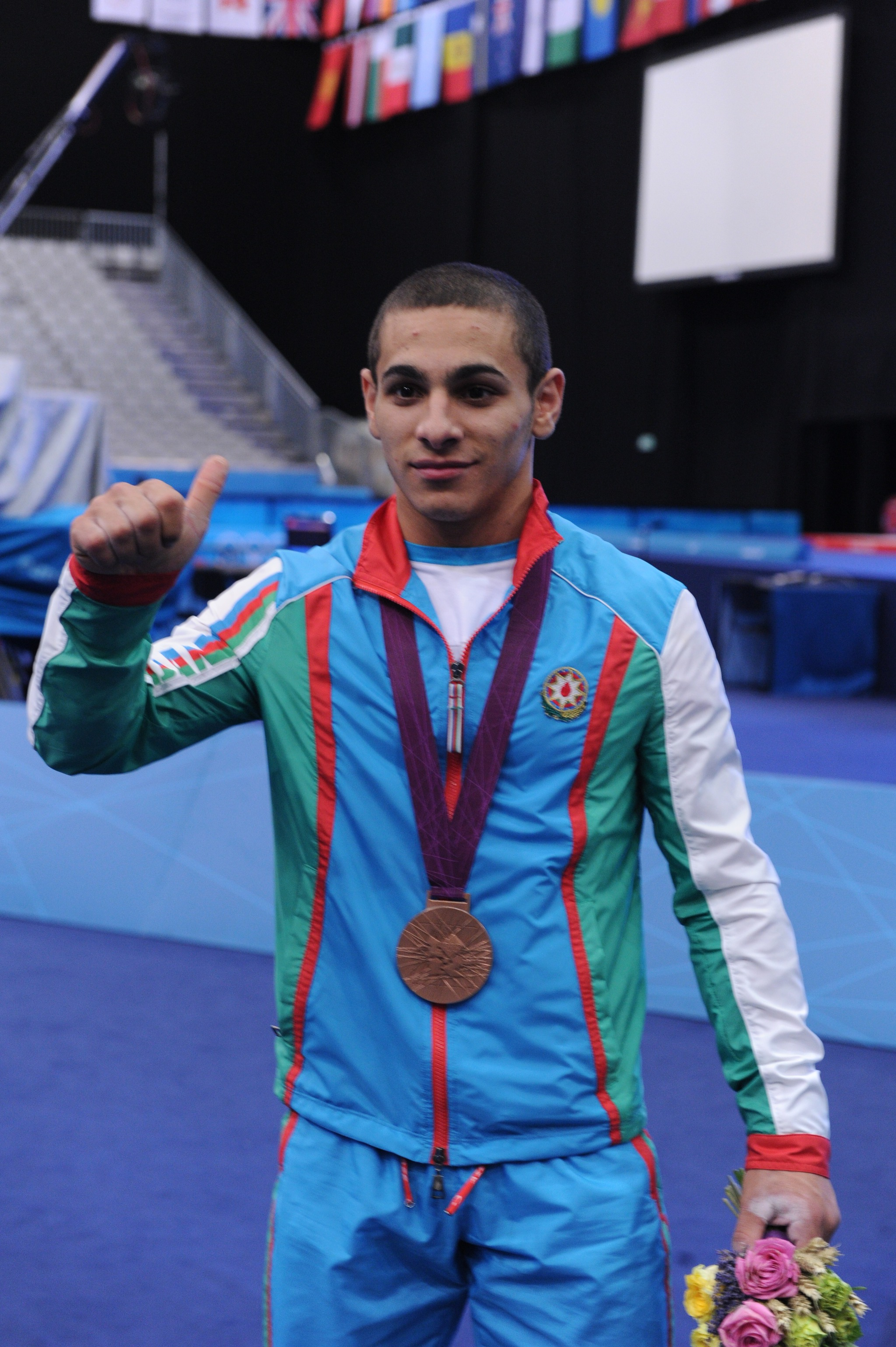

瓦伦丁·赫里斯托夫（英語：Valentin Hristov，1994年3月30日—），阿塞拜疆舉重運動員，2012年伦敦奥运会參加举重男子56公斤级，原本獲得銅牌，後因賽後藥檢重檢不過關而被取消成績。